# Daddy's Home (film 2015)
Daddy's Home è un film del 2015 diretto da Sean Anders e John Morris, con protagonisti Mark Wahlberg e Will Ferrell, che tornano a fare coppia dopo il film I poliziotti di riserva (The Other Guys) del 2010.

## Trama
Il mite Brad, impiegato presso un Network radiofonico, vive con la moglie Sara e i figli di lei, Dylan e Megan. Spinto da un enorme desiderio di paternità, con molta pazienza e impegno, dopo le iniziali difficoltà, Brad lentamente riesce a guadagnarsi la fiducia dei due bimbi. Quand'ecco che alla porta si ripresenta Dusty, padre naturale dei bambini ed ex di Sara. Un tipo affascinante e avventuriero che con estrema facilità sembra riuscire meglio di Brad in tutto e per tutto, specialmente agli occhi di Sara e dei piccoli. Seppur dopo i primi momenti di scoraggiamento e dopo innumerevoli gag, Brad riuscirà, rimanendo se stesso ad affermare la sua conquistata posizione all'interno della famiglia diventando per giunta amico del rivale che alla fine si troverà nella sua stessa situazione.

## Produzione
Le riprese del film iniziano il 17 novembre 2014 a New Orleans e terminano il 6 febbraio 2015.
Il 21 gennaio 2015 viene girata una scena durante la partita di basket tra New Orleans Pelicans e Los Angeles Lakers, dove Will Ferrell colpisce in pieno volto una cheerleader, interpretata dalla stunt e wrestler Taryn Terrell.

## Promozione
Il primo trailer viene diffuso il 19 giugno 2015.

## Distribuzione
La pellicola è stata distribuita nelle sale cinematografiche statunitensi a partire dal 25 dicembre 2015, mentre in quelle italiane dal 14 gennaio 2016.

## Accoglienza
Il film è stato un buon successo commerciale, incassando 240 milioni di dollari in tutto il mondo, di cui 150 negli Stati Uniti.

## Riconoscimenti
- 2016 - Kids' Choice Awards
  - Miglior attore cinematografico a Will Ferrell
  - Candidatura per il miglior film
- 2016 - Teen Choice Awards[8]
  - Candidatura per il miglior attore in un film commedia a Will Ferrell

## Sequel
Nell'aprile 2016 la Paramount Pictures annuncia che il film avrà un sequel, Daddy's Home 2, in cui Mark Wahlberg e Will Ferrell riprenderanno i loro ruoli.